# Popocatépetl
De Popocatépetl is een actieve vulkaan en met 5426 meter hoogte de op een na hoogste berg van Mexico. De hoogste berg is de Piek van Orizaba. Popocatépetl is het Nahuatl woord voor "Rokende Berg". De Popocatépetl ligt 70 kilometer ten zuidoosten van Mexico-Stad, en is, als de atmosferische omstandigheden het toelaten, zichtbaar vanuit die stad. Door de Mexicanen wordt de vulkaan wel liefkozend Popo genoemd. De Popocatépetl wordt door de Pas van Cortés gescheiden van een andere vulkaan, de Ixtaccíhuatl.
Volgens de Azteekse mythologie was Popocatépetl een krijger die verliefd was op Iztaccíhuatl. Iztaccíhuatls vader beloofde dat Popocatépetl met haar mocht trouwen nadat hij zou terugkeren van een oorlog in Oaxaca. Omdat Iztaccíhuatls vader ervan uitging dat hij toch niet levend zou terugkeren, vertelde hij zijn dochter dat Popocatépetl was overleden. Van verdriet overleed ze zelf. Nadat Popocatépetl was teruggekeerd en vernam dat zijn geliefde was overleden, stierf ook hij van verdriet. De goden veranderden hen daarna in de berg Iztaccíhuatl (slapende vrouw) en de vulkaan Popocatépetl.
De eerste Spaanse beklimming van de berg vond plaats onder leiding van Diego de Ordás in 1519, om zwavel te winnen die de Spanjaarden nodig hadden voor hun vuurwapens. De vroeg-16e-eeuwse kloosters op de hellingen van de Popocatépetl, die kort na de komst van de Spanjaarden werden gebouwd, staan op de werelderfgoedlijst van de UNESCO.
De vulkaan is redelijk eenvoudig te beklimmen, maar het grootste deel van de klim is over fijne vulkaanas (te vergelijken met opploeteren tegen een steile droge duin op). Deze as is in de zeer vroege ochtend door vocht en kou steviger dan later op de dag. Het is daarom aan te bevelen rond een uur of drie 's nachts de klim te beginnen. Sneeuw en ijs zijn meestal goed begaanbaar en aan de lage kant van de krater is het maar een kort stukje dat doorgaans ook zonder speciale uitrusting goed te nemen is. Vervolgens kan je langs de (door warmte uit de vulkaan) ijsvrije kraterrand naar de hoge zijde (rotswandeling). Afdalen in de krater is gevaarlijk, vooral vanwege de bedwelmende zwaveldampen. In een rustig tempo vergt de klim ongeveer zes uur, en de terugweg minder dan een uur.

## Recente uitbarstingen
- Op 21 december 1994 begon de vulkaan gas en as uit te stoten, die door de wind tot 25 kilometer van de berg werd geblazen. Dichtbijzijnde dorpen moesten geëvacueerd worden en wetenschappers begonnen de vulkaan in de gaten te houden met het oog op eventuele uitbarstingen. Sindsdien is de Popocatépetl niet meer tot rust gekomen: er zijn vaak trillingen, aspluimen en kleine erupties.[1]
- In december 2000 werden duizenden mensen geëvacueerd vanwege de waarschuwingen van de wetenschappers.
- Begin december 2007 barstte de vulkaan uit en verspreidde hij een gaswolk over zo'n twee kilometer. In de buurt van de berg regende het in enkele dorpen as. De uitbarsting werd volgens de overheid veroorzaakt door een mengeling van regenwater en lava.[2]
- Ook op 26 april 2012 stootte de vulkaan as uit. Het leger werd ingezet om mogelijke vluchtroutes uit te stippelen en de inwoners de weg te wijzen naar eventuele schuilkelders.[3]
- Vanaf 28 maart 2016 begon de vulkaan weer rookpluimen van maximaal 2 kilometer hoog uit te stoten. Op 4 april kwam het tot een eruptie. Hierbij werd puin tot 3,5 kilometer ver weg geblazen.[4] Op 18 april kwam het wederom tot een uitbarsting.[5]
- Na weken van toenemende activiteit kwam de vulkaan op 28 maart 2019 tot een uitbarsting.[6]